# Hermes França
Hermes França Barros (ur. 26 sierpnia 1974 w Fortalezie) – brazylijski zawodnik mieszanych sztuk walki (MMA). Były mistrz World Extreme Cagefighting w wadze lekkiej z 2006 oraz były pretendent do mistrzowskiego pasa Ultimate Fighting Championship.

## Kariera MMA
W MMA zadebiutował 17 listopada 2001 pokonując przez poddanie Amerykanina Mike’a Browna. Do końca 2002 walczył głównie na galach HOOKnSHOOT zostając 7 września 2002 mistrzem tejże organizacji w wadze piórkowej. W 2003 zadebiutował w Ultimate Fighting Championship wygrywając pierwsze dwie walki w organizacji m.in. nokautując Japończyka Caola Uno. W następnym roku przegrywał dwukrotnie, najpierw z Amerykaninem Joshem Thomsonem, następnie z Bahamczykiem Yvesem Edwardsem zostając tym samym zwolnionym z organizacji.
Do 2005 walczył m.in. dla Shooto czy Hero’s notując porażki w rewanżu z Edwardsem oraz Japończykiem Kotetsu Boku. 17 marca 2006 na gali WEC 19 zdobył mistrzostwo World Extreme Cagefighting wagi lekkiej, odbierając tytuł Amerykaninowi Gabe’owi Ruedigerowi z którym wygrał przez nokaut w 36 sekundzie pierwszej rundy. 15 czerwca 2006 obronił tytuł WEC ponownie błyskawicznie pokonując oponenta (40 sekunda pierwszej rundy), w tym przypadku Amerykanina Brandona Olsena przez poddanie (dźwignia na łokieć). Po świetnych występach powrócił do UFC tocząc 8 lipca 2006 wygrany pojedynek Joe Jordanem. Dwa miesiące później na gali UFC 62 poddał dźwignią Amerykanina Jamiego Varnera – za oba zwycięstwa zostawał wyróżniony nagrodami bonusowymi w ramach poddania i walki wieczoru.
W trakcie kontraktu z UFC miał możliwość stoczenia walki w World Extreme Cagefighting gdzie był mistrzem. 12 października 2006 po raz drugi obronił tytuł WEC pokonując przed czasem Amerykanina Nathana Diaza. Była to jego ostatnia obrona gdyż w grudniu 2006 WEC zostało zakupione przez właściciela UFC, Zuffa. Ówcześni mistrzowie zostali przeniesieni do UFC, a pasy mistrzowskie zostały zwakowane.
Po zwycięstwie nad Amerykaninem Spencerem Fisherem w styczniu 2007 otrzymał szansę walki o mistrzostwo UFC wagi lekkiej. 7 lipca 2007 na UFC 73 przegrał z mistrzem Seanem Sherkiem jednogłośnie na punkty. Po walce okazało się, że obaj zawodnicy byli na dopingu co skutkowało zawieszeniami i karami finansowymi. W pierwszej walce po odbyciu zawieszenia 19 lipca 2008 zmierzył się z Frankiem Edgarem z którym przegrał na punkty.
19 września 2009 przegrał przez nokaut z Tysonem Griffinem. Po tej porażce został ponownie zwolniony z organizacji. Przez następne lata walczył na mniejszych galach nie notując znaczących sukcesów. W latach 2014–2015 toczył pojedynki w Rosji przegrywając m.in. z Rosjaninem Szamilem Zawurowem przez nokaut.

## Problemy z prawem
W styczniu 2012 został skazany na 42 miesiące pozbawienia wolności za molestowanie seksualne nieletniej dziewczyny. W kwietniu 2014 został deportowany do Brazylii.

## Osiągnięcia

### Mieszane sztuki walki
- 2002–2003: mistrz HOOKnSHOOT w wadze piórkowej
- 2006: mistrz WEC w wadze lekkiej
- 2006: mistrz AFC w wadze lekkiej